# 航天路站
航天路站是成都地铁17号线建设中的一座车站，预计于2025年启用。

## 出入口信息
航天路站共设置4个出入口，分布于三环路东侧的航天路南北两侧。其中B、C口近华泰路与航天路交叉口，A、D口近三环路与航天路交叉口方向。

## 大事记
- 2021年10月23日，航天路站主体结构封顶。[2]